# Büssü
Büssü là một thị trấn thuộc hạt Somogy, Hungary. Thị trấn này có diện tích 17,19 km², dân số năm 2010 là 346 người, mật độ 20 người/km².